# Hawtai Boliger
Hawtai Boliger (на внешнем рынке Hawtai Bolgheri) и Hawtai Shengdafei 7 — компактные кроссоверы, выпускавшиеся китайской компанией Hawtai с 2011 по 2018 год. При разработке Hawtai Boliger компания ориентировалась на Porsche Cayenne первого поколения, а Hawtai Shengdafei 7 выпущен на той же платформе, что и Hawtai Shengdafei 5.

## Описание

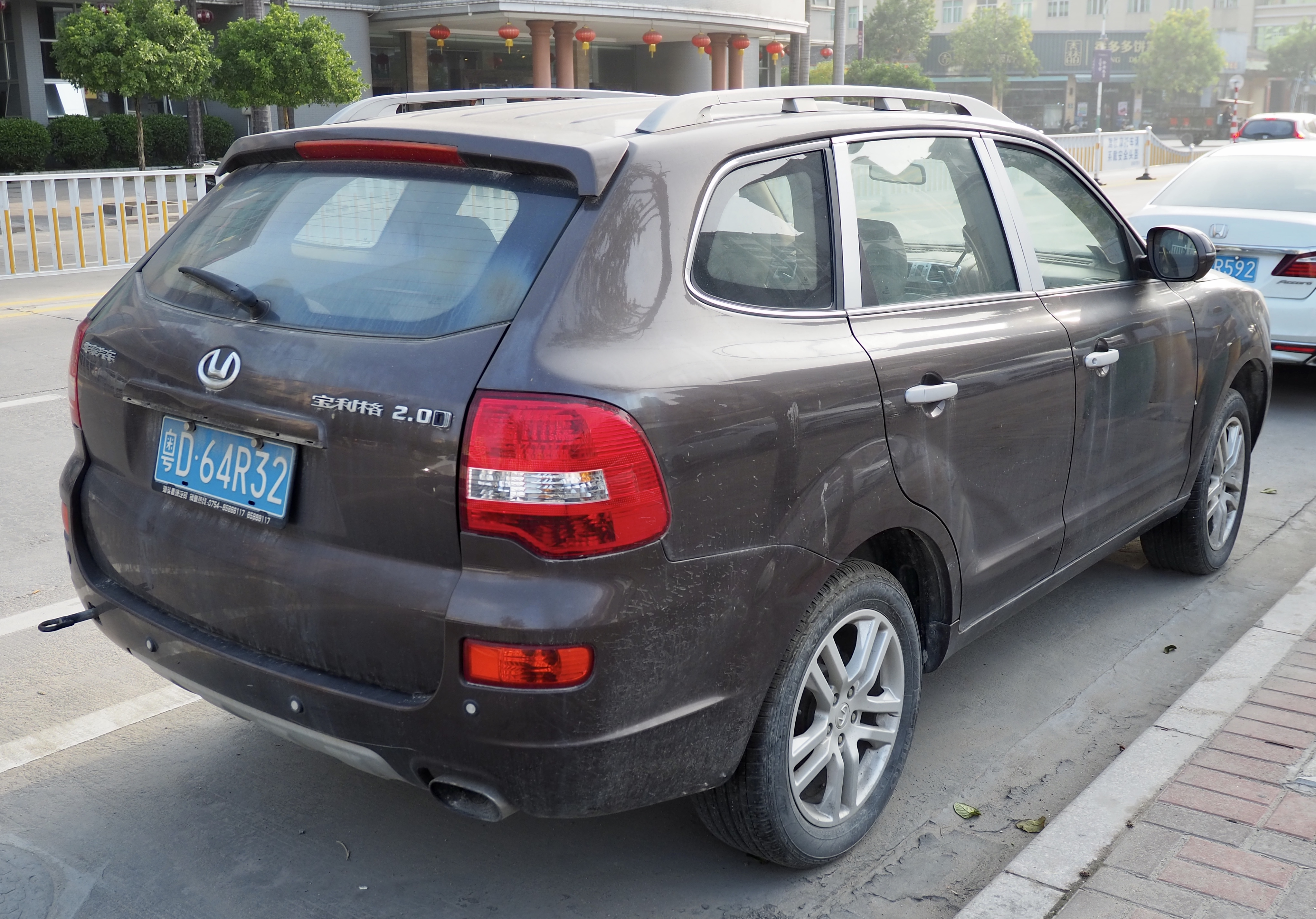
2011 Hawtai B35 Bolgheri 2.0L

Hawtai Boliger дебютировал в 2010 году на Пекинском автосалоне.
На этапе разработки автомобиль назывался Hawtai B35. Окончательно автомобиль получил индекс Bolgheri в честь города Болгери в Италии. Компоновка автомобиля полноприводная.
Автомобиль оснащается 2,0-литровым дизельным двигателем Hawtai 2.0TECV мощностью 110 кВт при 4000 об/мин и крутящим моментом 310 Н·м при 2000 об/мин, выпущенным по лицензии VM Motori, а также 1,8-литровым бензиновым двигателем SAIC Kavachi 1.8T мощностью 118 кВт при 5500 об/мин и крутящим моментом 215 Н·м при 2100—4500 об/мин. Каждый двигатель сочетается в паре с четырёхступенчатой автоматической или же с пятиступенчатой механической трансмиссией. Передняя подвеска — Макферсон, а задняя — многорычажная.
В июле 2012 года была выпущена комплектация Luxury, а в сентябре 2012 года — Patriotic. Технические характеристики Patriotic аналогичны оригинальной модели, но автомобили имеют ливрею в стиле китайского флага. В апреле 2013 года был налажен выпуск спортивного автомобиля Bolgheri S.
В 2016 году автомобиль прошёл рестайлинг и стал называться Hawtai Bolgheri Plus. В моторную гамму был добавлен 1,5-литровый турбодвигатель мощностью 150 л. с. и крутящим моментом 180 Н·м. Двигатели сочетались в паре с шестиступенчатой механической или же автоматической трансмиссией.
В 2018 году автомобиль был переименован в Hawtai Shengdafei 7. Параллельно началась сборка электромобиля Shendafei 7 XEV 520 с запасом хода 400 км.